# 3-2-1, Rattle Battle!
3-2-1, Rattle Battle!, conhecido no Japão como Atsui 12 Game: Furi Furi Party! (あつい12ゲーム フリフリパーティー！), é um jogo eletrônico para WiiWare desenvolvido pela Tecmo. Foi lançado no Japão em 31 de março 2009, na Eurpa em 14 de agosto de 2009 e na América do Norte em 31 de agosto 2009.